# Košická Nová Ves
Košická Nová Ves (in ungherese Kassaújfalu) è un quartiere, con autonomia a livello di comune, della città di Košice, capoluogo della regione omonima della Slovacchia, facente parte del distretto di Košice III.